# 7020 Yourcenar
7020 Yourcenar (1992 GR2) là một tiểu hành tinh vành đai chính được phát hiện ngày 4 tháng 4 năm 1992 bởi E. W. Elst ở Đài thiên văn Nam Âu.